# Klaverkoncert
En klaverkoncert er et musikværk for klaver (oftest flygel) og orkester. Orkestret består oftest af strygere som violiner, celloer, bratscher og kontrabasser; træblæsere som fløjte(r), obo(er) og fagot(ter); messingblæsere som horn (valdhorn) og trompet(er) samt en gang imellem slagtøj som f.eks. pauke. Antallet af disse instrumenter varierer fra værk til værk. Desuden kan der i nogle musikværker forekomme mindre brugte instrumenter som f.eks. engelskhorn og saxofon.
Klaverkoncerten består som sonaten næsten altid af tre satser. Lige som med sonaten kan disse satsers opbygning og indhold naturligvis variere. Som regel er 1. og 3. sats, der er de hurtige og dynamiske, mens 2. sats er langsom, ofte meget melodisk.
I en typisk klaverkoncert indleder orkestret alene; senere kommer så klaveret på. Denne form ses der afvigelser fra, hvoraf en af de mest kendte er Beethovens 4. klaverkoncert i G-dur. At bryde med normen kan give god effekt. Det er typisk for Beethoven at sætte sig op imod sin tid og udvikle nye sammensætninger ved at lade klaveret indlede i sin 4..

## Kendte komponisters klaverkoncerter

### Beethoven
- Klaverkoncert nr. 1 i C-dur
- Klaverkoncert nr. 2 i B-dur
- Klaverkoncert nr. 3 i c-mol
- Klaverkoncert nr. 4 i G-dur
- Klaverkoncert nr. 5 i Es-dur (Kejserkoncerten)